# Dobra (Petite-Pologne)
Pour les articles homonymes, voir Dobra.
Dobra (prononciation : [ˈdɔbra]) est une localité polonaise, siège de la gmina de Dobra, située dans le powiat de Limanowa en voïvodie de Petite-Pologne.